# Acsmithia
Genre
Acsmithia est un genre de plante de la famille des Cunoniaceae. Certains auteurs considèrent qu'il est inclus dans le genre Spiraeanthemum. 

## Liste d'espèces
Selon Catalogue of Life (20 juin 2014) :
- Acsmithia austrocaledonica
- Acsmithia brongniartiana
- Acsmithia davidsonii
- Acsmithia densiflora
- Acsmithia elliptica
- Acsmithia integrifolia
- Acsmithia parvifolia
- Acsmithia pedunculata
- Acsmithia pubescens
- Acsmithia pulleana
- Acsmithia reticulata
- Acsmithia vitiensis

Selon The Plant List (20 juin 2014) :
- Acsmithia austrocaledonica (Brongn. & Gris) Hoogland
- Acsmithia brongniartiana (Schltr.) Hoogland
- Acsmithia collina Hoogland
- Acsmithia davidsonii (F.Muell.) Hoogland
- Acsmithia densiflora (Brongn. & Gris.) Hoogland
- Acsmithia elliptica (Vieill. ex Pamp.) Hoogland
- Acsmithia integrifolia (Pulle) Hoogland
- Acsmithia laxiflora Hoogland
- Acsmithia meridionalis Hoogland
- Acsmithia parvifolia (Schltr.) Hoogland
- Acsmithia pedunculata (Schltr.) Hoogland
- Acsmithia pubescens (Pamp.) Hoogland
- Acsmithia pulleana (Schltr.) Hoogland
- Acsmithia reticulata (Schltr.) Hoogland
- Acsmithia undulata (Vieill.) Hoogland
- Acsmithia vitiensis (A.Gray) Hoogland

Selon Tropicos (20 juin 2014) (Attention liste brute contenant possiblement des synonymes) :
- Acsmithia austrocaledonica (Brongn. & Gris) Hoogland
- Acsmithia brongniartiana (Schltr.) Hoogland
- Acsmithia collina Hoogland
- Acsmithia davidsonii Hoogland
- Acsmithia densiflora (Brongn. & Gris) Hoogland
- Acsmithia elliptica (Vieill. ex Pamp.) Hoogland
- Acsmithia integrifolia Hoogland
- Acsmithia laxiflora Hoogland
- Acsmithia meridionalis Hoogland
- Acsmithia parvifolia Hoogland
- Acsmithia pedunculata (Schltr.) Hoogland
- Acsmithia pubescens (Pamp.) Hoogland
- Acsmithia pulleana Hoogland
- Acsmithia reticulata Hoogland
- Acsmithia undulata Hoogland
- Acsmithia vitiensis (A. Gray) Hoogland